# Вардаунис, Эдгар
Эдгар Альфредович Вардаунис (латыш. Edgars Vārdaunis; 21 октября 1910 — 22 июня 1999) — латвийский и советский сценограф, народный художник Латвийской ССР (1976).

## Биография
Эдгар Вардаунис родился 21 октября 1910 года в Катриньской волости (ныне Эргльский край Латвии) в семье школьного учителя.
Окончил Мадонскую среднюю школу и Латвийскую академию художеств (пейзажная мастерская В. Пурвитиса, 1936).
В конце Второй мировой войны был призван в Латвийский легион, за что позднее отбывал наказание в Коми АССР. В 1945—1946 годах исполнял обязанности главного художника Ухтинского театра музыкальной комедии.
В 1946 году вернулся в Латвию. Работал сценографом (1946—1983), главным художником (1983—1992) и консультантом (1992—1999) Латвийской Национальной оперы.
Был членом Союза художников Латвии (с 1950) и членом Союза театральных деятелей Латвии (с 1970).
Умер 22 июня 1999 года в Риге, похоронен на Лесном кладбище.

## Творчество
Принимал участие в выставках с 1929 года. В живописных работах Э. Вардауниса преобладает урбанизированная тематика — городской пейзаж и жанровая композиция.
Осуществил постановку около 80 опер и балетов. Наиболее известны: «Ромео и Джульетта» Сергея Прокофьева (1953), «Ригонда» Ромуальда Гринблата (1959), «Спартак» Арама Хачатуряна (1960), «Трубадур» (1968), «Макбет» (1975), «Отелло» (1980) Джузеппе Верди, «Ифигения в Авлиде» Иманта Калниньша (1982), Адриана Лекуврёр Франческо Чилеа (1985).
Опера Джакомо Пуччини «Турандот» в художественной редакции Э. Вардауниса до сегодняшнего дня идёт на сцене Латвийской Национальной оперы

## Награды, звания и премии
- Народный художник Латвийской ССР (1976)
- Заслуженный деятель искусств Латвийской ССР (1954)
- орден Трудового Красного Знамени (07.08.1981)
- орден «Знак Почёта» (03.01.1956)
- Государственная премия Латвийской ССР — за создание и постановку балета «Ригонда» Р. Гринблата в Государственном академическом театре оперы и балета Латвийской ССР (1960)[5].